# Втрати військовослужбовців Повітряно-космічних сил Росії під час вторгнення в Україну (з 2022)
Це поіменний список російських військовослужбовців ПКС РФ, які були вбиті в боях під час вторгнення російських військ в Україну, яке розпочалося 24 лютого 2022 року.
В ході повномасштабного вторгнення станом на 10 листопада 2023 року вдалося встановити імена щонайменш 197 загиблих російських льотчиків, а на 26 липня 2024 року — щонайменш 250.

## Український фронт

### 2022
| п/п | Прізвище, ім'я, по-батькові                                                            | Звання/посада | Дата народження | Дата смерті | Місце смерті/Борт                       |
| --- | -------------------------------------------------------------------------------------- | --- | --------------- | ----------- | --------------------------------------- |
| 1.  | Бельков Олексій Дмитрович (рос. Бельков Алексей Дмитриевич)                            | капітан бортінженер Ан-26 | 05.08.1980      | 24.02.2022  | Воронезька область                      |
| 2.  | Доля Олег Андрійович (рос. Доля Олег Андреевич)                                        | старший лейтенант льотчик 2-го класу, Ан-26 | 31.10.1990      | 24.02.2022  | Воронезька область                      |
| 3.  | Міжурко Олександр Олексійович (рос. Мижурко Александр Алексеевич)                      | старший сержант старший повітряний радист — начальник радіовузла авіаційної ланки ВПС та ППО                                                                           | 01.12.1990      | 24.02.2022  | Воронезька область                      |
| 4.  | Піманов Антон Сергійович (рос. Пиманов Антон Сергеевич)                                | капітан командир екіпажу Ан-26 | 28.07.1990      | 24.02.2022  | Воронезька область                      |
| 5.  | Русаков Павло Володимирович (рос. Русаков Павел Владимирович)                          | старший лейтенант бортовий авіаційний технік авіаційної ланки авіаційної ескадрильї 30-го окремого транспортного змішаного авіаційного полку 4 командування ВПС та ППО | 15.04.1982      | 24.02.2022  | Воронезька область                      |
| 6.  | Рильський Ігор Ігорович (рос. Рыльский Игорь Игоревич)                                 | капітан 487-й окремий вертолітний полк, група обслуговування авіаційного озброєння десантного обладнання та апаратури                                                  | 14.08.1987      | 24.02.2022  | Воронезька область                      |
| 7.  | Темченко Володимир Миколайович (рос. Темченко Владимир Николаевич)                     | 55-й окремий гвардійський гелікоптерний полк | 18.07.1995      | 24.02.2022  | Воронезька область                      |
| 8.  | Бугай Микола Володимирович (рос. Бугай Николай Владимирович)                           | майор пілот Мі-35М, 16-та бригада армійської авіації | 11.12.1971      | 24.02.2022  | поблизу Гостомельського аеропорту       |
| 9.  | Грович Роман Володимирович (рос. Грович Роман Владимирович)                            | майор пілот Мі-35М, 16-та бригада армійської авіації | 16.02.1974      | 24.02.2022  | поблизу Гостомельського аеропорту       |
| 10. | Манкішев Ренат Гуандикович (рос. Манкишев Ренат Гуандыкович)                           | старший лейтенант, вертольотчик Мі-24 17-та бригада армійської авіації                                                                                                 | 29.10.1994      | 24.02.2022  | Київське водосховище                    |
| 11. | Руднєв Руслан Ігорович (рос. Руднев Руслан Игоревич)                                   | полковник командир 266-го окремого штурмового авіаційного полку 11 армії Військово-повітряних сил та протиповітряної оборони                                           | 28.02.1981      | 24.02.2022  | Київська область                        |
| 12. | Рибаков Ілля Олександрович (рос. Рыбаков Илья Александрович)                           | майор командир вертолітної ланки, 18-а бригада армійської авіації | 10.12.1986      | 24.02.2022  |                                         |
| 13. | Подшивалов Олександр Миколайович (рос. Подшивалов Александр Николаевич)                | старший лейтенант штурман, 18-а бригада армійської авіації | 14.05.1994      | 24.02.2022  | Гостомель                               |
| 14. | Раджабов Рабазан Гасайнієвіч (рос. Раджабов Рабазан Гасайниевич)                       | капітан старший льотчик 31-го винищувального авіаційного полку | 13.04.1991      | 25.02.2022  | аеродром Міллерово                      |
| 15. | Сажнєв Олексій Євгенович (рос. Сажнев Алексей Евгеньевич)                              | лейтенант інженер 31-го винищувального авіаполку | 07.05.1985      | 25.02.2022  | аеродром Міллерово                      |
| 16. | Маклагін В'ячеслав В'ячеславович (рос. Маклагин Вячеслав Вячеславович)                 | капітан штурман, управління 11 армії ВПС та ППО | 07.06.1993      | 28.02.2022  |                                         |
| 17. | Ігумнов Сергій Дмитрович (рос. Игумнов Сергей Дмитриевич)                              | 11-та армія ВПС та ППО | 29.06.1983      | 28.02.2022  |                                         |
| 18. | Ємельянчик Сергій Станіславович (рос. Емельянчик Сергей Станиславович)                 | майор штурман-оператор вертолітної ланки (ймовірно, Мі-28Н) вертолітної ескадрильї 39-го вертолітного полку 27-ї змішаної авіадивізії                                  | 18.02.1987      | 03.03.2022  |                                         |
| 19. | Маркелов Ігор Георгійович (рос. Маркелов Игорь Георгиевич)                             | старший лейтенант військовий льотчик 39 окремого вертолітного полку 27 авіаційної дивізії 4 командування ВПС                                                           | 18.04.1990      | 03.03.2022  |                                         |
| 20. | Шевцов Олександр Юрійович (рос. Шевцов Александр Юрьевич)                              | майор командир ланки вертолітної ескадрильї, льотчик 1-го класу, 16-та бригада армійської авіації                                                                      | 14.08.1983      | 04.03.2022  | поблизу Волновахи                       |
| 21. | Таранець Дмитро Сергійович (рос. Таранец Дмитрий Сергеевич)                            | старший лейтенант льотчик-штурман Мі-8, 16-та бригада армійської авіації                                                                                               | 21.04.1995      | 04.03.2022  | поблизу Волновахи                       |
| 22. | Кусов Костянтин Сергійович (рос. Кусов Константин Сергеевич)                           | капітан борттехнік Мі-8, 18-та бригада армійської авіації | 17.03.1983      | 04.03.2022  | Макарів                                 |
| 23. | Ісмагулов Геннадій Миколайович (рос. Исмагулов Геннадий Николаевич)                    | капітан командир Мі-8, 35-й окремий транспортний змішаний авіаційний полк                                                                                              | 16.01.1987      | 04.03.2022  | Макарів                                 |
| 24. | Тришин Олексій Миколайович (рос. Тришин Алексей Николаевич)                            | старший лейтенант штурман ланки на Мі-8, 35-й окремий транспортний змішаний авіаційний полк                                                                            | 25.03.1995      | 04.03.2022  | Макарів                                 |
| 25. | Осипов Євген Ігорович (рос. Осипов Евгений Игоревич)                                   | майор начальник служби безпеки польотів, льотчик-штурмовик, 18-й штурмовий авіаційний полк                                                                             | 15.01.1989      | 04.03.2022  | Чернігівська область                    |
| 26. | Воробйов Іван Олександрович (рос. Воробьёв Иван Александрович)                         | майор пілот Су-25, 368-й Штурмовий Авіаційний Полк, командир ланки | 06.04.1988      | 04.03.2022  |                                         |
| 27. | Бараєв В'ячеслав Сергійович (рос. Бараев Вячеслав Сергеевич)                           | капітан старший вертольотчик Мі-35, 17-та бригада армійської авіації                                                                                                   | 22.06.1989      | 05.03.2022  |                                         |
| 28. | Хрипунов Олександр Дмитрович (рос. Хрипунов Александр Дмитриевич)                      | лейтенант вертольотчик-штурман Мі-35, 17-та бригада армійської авіації                                                                                                 | 15.12.1997      | 05.03.2022  |                                         |
| 29. | Хасанов Олексій Нарзуллайович (рос. Хасанов Алексей Нарзуллаевич)                      | підполковник заступник командира 31-го авіаційного полку | 06.06.1977      | 05.03.2022  |                                         |
| 30. | Горгуленко Василь Валентинович (рос. Горгуленко Василий Валентинович)                  | капітан начальник зв'язку-штурман авіаційної ескадрильї, 43-й окремий штурмовий авіаційний полк                                                                        | 25.08.1987      | 05.03.2022  | Очаків                                  |
| 31. | Захаров Герман Васильович (рос. Захаров Герман Васильевич)                             | старший лейтенант льотчик-штурман вертольота Мі-8, 39-й окремий вертолітний полк                                                                                       | 05.10.1996      | 05.03.2022  |                                         |
| 32. | Тимушев Ельдар Фарітович (рос. Тимушев Эльдар Фаритович)                               | старший лейтенант 39-й окремий вертолітний полк | 02.03.1995      | 05.03.2022  | Миколаївська область                    |
| 33. | Кятвиртіс Андрюс Далюсович (рос. Кятвиртис Андрюс Далюсович)                           | капітан 39-й окремий вертолітний полк | 21.06.1990      | 05.03.2022  |                                         |
| 34. | Парфьонов Іван Володимирович (рос. Парфёнов Иван Владимирович)                         | капітан борттехнік Мі-8, 39-й окремий вертолітний полк | 20.04.1987      | 05.03.2022  |                                         |
| 35. | Криволапов Костянтин Володимирович (рос. Криволапов Константин Владимирович)           | майор член екіпажу Су-34, RF-81879, бортовий 24 «червоний», 2 змішаний авіаційний полк 21 змішаної авіаційної дивізії 14-та армія ВПС і ППО                            | 01.12.1984      | 05.03.2022  | Чернігів                                |
| 36. | Гаттаров Равіль Романович (рос. Гаттаров Равиль Романович)                             | майор штурман винищувача-бомбардувальника Су-34, 2-й гвардійський змішаний авіаційний полк, 21-ї змішаної авіаційної дивізії, 14-та армія ВПС і ППО                    | 30.09.1987      | 06.03.2022  | Чернігів                                |
| 37. | Белітченко Юрій Петрович (рос. Белитченко Юрий Петрович)                               | майор командир вертолітної ланки Мі-8, 55-й окремий гвардійський вертолітний полк 4 армії військово-повітряних сил та протиповітряної оборони                          | 15.05.1967      | 06.03.2022  | Нова Каховка                            |
| 38. | Алєксандров Олександр Вікторович (рос. Александров Александр Викторович)               | капітан аеродромна обслуга, 37-й змішаний авіаційний полк | 08.02.1980      | 06.03.2022  | Нова Каховка                            |
| 39. | Арзуманов Станіслав Юрійович (рос. Арзуманов Станислав Юрьевич)                        | старшина 368-й Штурмовий Авіаційний Полк | 26.07.1978      | 06.03.2022  | Нова Каховка                            |
| 40. | Будьонний Олег Володимирович (рос. Буденный Олег Владимирович)                         | сержант старший механік авакомплексу, 37-й змішаний авіаційний полк | 19.10.1987      | 06.03.2022  | Нова Каховка                            |
| 41. | Бурматов Денис Юрійович (рос. Бурматов Денис Юрьевич)                                  | прапорщик технік висотного обладнання, Авіабаза "Гвардійське" | 17.08.1984      | 06.03.2022  | Нова Каховка                            |
| 42. | Ізмайлов Ільдар Жаудатович (рос. Измайлов Ильдар Жаудатович)                           | старший лейтенант штурман Мі-8, 55-й окремий гвардійський вертолітний полк                                                                                             | 25.05.1995      | 06.03.2022  | Нова Каховка                            |
| 43. | Кухта Євген Вікторович (рос. Кухта Евгений Викторович)                                 | капітан Авіабаза "Гвардійське" | 02.10.1984      | 06.03.2022  | Нова Каховка                            |
| 44. | Леканов Сергій Юрійович (рос. Леканов Сергей Юрьевич)                                  | старший прапорщик старший технік, 37-й змішаний авіаційний полк | 26.07.1987      | 06.03.2022  | Нова Каховка                            |
| 45. | Литвинов Кирило Сергійович (рос. Литвинов Кирилл Сергеевич)                            | майор авіаційний інженер, 37-й змішаний авіаційний полк | 22.11.1983      | 06.03.2022  | Нова Каховка                            |
| 46. | Паламарчук Руслан Іванович (рос. Паламарчук Руслан Иванович)                           | старший прапорщик механік авіаційного обладнання та систем автоматики повітряних суден, Авіабаза "Гвардійське"                                                         | 05.09.1975      | 06.03.2022  | Нова Каховка                            |
| 47. | Перфілов Микита Іванович (рос. Перфилов Никита Иванович)                               | старший лейтенант 368-й штурмовий авіаційний полк | 16.07.1997      | 06.03.2022  | Нова Каховка                            |
| 48. | Сайгаков Костянтин Олексійович (рос. Сайгаков Константин Алексеевич)                   | борттехнік вертольота Мі-8, 55-й окремий гвардійський вертолітний полк                                                                                                 | 01.02.1985      | 06.03.2022  | Нова Каховка                            |
| 49. | Ушаков Максим Миколайович (рос. Ушаков Максим Николаевич)                              | старший лейтенант авіаційний інженер, 37-й змішаний авіаційний полк | 23.01.1987      | 06.03.2022  | Нова Каховка                            |
| 50. | Фатьянов Михайло Андрійович (рос. Фатьянов Михаил Андреевич)                           | старший лейтенант авіаційний інженер, 37-й змішаний авіаційний полк | 05.09.1989      | 06.03.2022  | Нова Каховка                            |
| 51. | Шведун Максим Олексійович (рос. Шведун Максим Алексеевич)                              | старший сержант авіамеханик, 37-й змішаний авіаційний полк | 06.07.1992      | 06.03.2022  | Нова Каховка                            |
| 52. | Шаломагін Дмитро Олександрович (рос. Шаломагин Дмитрий Александрович)                  | прапорщик авіамеханик, 37-й змішаний авіаційний полк | 1987            | 06.03.2022  | Нова Каховка                            |
| 53. | Рунєв Дмитро Сергійович (рос. Рунев Дмитрий Сергеевич)                                 | майор заступник командира 2 ескадрильї (Су-34), в/ч 86789 — 2 змішаний авіаційний полк 21 змішаної авіаційної дивізії 14 армії ВПС та ППО                              | 13.11.1980      | 06.03.2022  | Чернігів                                |
| 54. | Норін Артем Андрійович (рос. Норин Артём Андреевич)                                    | капітан штурман авіаційної ланки авіаційної ескадрильї, в/ч 45117 — 47 бомбардувальний авіаційний полк 105 змішаної авіаційної дивізії 6 армії ВПС та ППО              | 11.04.1991      | 06.03.2022  | Харківська область                      |
| 55. | Червов Олег Володимирович (рос. Червов Олег Владимирович)                              | підполковник заступник командира, 18-й гвардійського штурмового авіаційного полку, 303-тя змішана авіаційна дивізія (РФ) 11-ї армії ВПС і ППО                          | 23.06.1984      | 07.03.2022  |                                         |
| 56. | Афанасьєв Іван Сергійович (рос. Афанасьев Иван Сергеевич)                              | капітан старший льотчик льотної ланки вертольотів Ка-52, 39-й окремий вертолітний полк                                                                                 | 13.12.1988      | 08.03.2022  |                                         |
| 57. | Конопльов Сергій Петрович (рос. Коноплёв Сергей Петрович)                              | старший лейтенант 39 окремий вертолітний полк 27 авіаційної дивізії 4 командування ВПС                                                                                 | 13.02.1994      | 08.03.2022  |                                         |
| 58. | Волинець Сергій Михайлович (рос. Волынец Сергей Михайлович)                            | майор командир авіаційної ланки 368-го окремого штурмового авіаційного полку, 4-а армія ВПС та ППО                                                                     | 10.02.1989      | 08.03.2022  |                                         |
| 59. | Дьяченко Тимофій Сергійович (рос. Дьяченко Тимофей Сергеевич)                          | єфрейтор начальник радіостанції, 487-й окремий вертолітний полк | 18.02.1992      | 08.03.2022  |                                         |
| 60. | Усачов Євген Сергійович (рос. Усачёв Евгений Сергеевич)                                | прапорщик 487-й окремий вертолітний полк | 10.09.1979      | 08.03.2022  |                                         |
| 61. | Зинуров Ільгізар Юрікович (рос. Зиннуров Ильгизар Юрикович)                            | старший лейтенант, штурман Мі-24, офіцер бойового управління, 17-та бригада армійської авіації                                                                         | 11.12.1996      | 09.03.2022  |                                         |
| 62. | Прозоров Микола Миколайович (рос. Прозоров Николай Николаевич)                         | майор, пілот Су-25СМ. Командир авіаційної ескадрильї 18-го штурмового авіаційного полку 101-ї змішаної авіаційної дивізії                                              | 19.07.1988      | 10.03.2022  | Чернігівська область                    |
| 63. | Буряченко Сергій Сергійович (рос. Буряченко Сергей Сергеевич)                          | сержант, технік, 559-й гвардійський бомбардувальний авіаційний полк | 13.10.1989      | 11.03.2022  |                                         |
| 64. | Личагов Павло Ігорович (рос. Лычагов Павел Игоревич)                                   | старший сержант, старший авіаційний механік групи регламенту та ремонту авіадвигунів. 11-й змішаний авіаційний полк                                                    | 09.12.1990      | 11.03.2022  |                                         |
| 65. | Потапенков Олександр Юрійович (рос. Потапенков Александр Юрьевич)                      | старший лейтенант, штурман-оператор Ка-52, 55 окремий вертолітний полк                                                                                                 | 12.07.1995      | 12.03.2022  | Херсонська область                      |
| 66. | Шахеміров Рустам Магомедович (рос. В Кизляре открыли памятную доску в честь героя СВО) | сержант, 16 бригада армійської авіації | 08.09.1988      | 13.03.2022  |                                         |
| 67. | Кисляков Євген Миколайович (рос. Кисляков Евгений Николаевич)                          | капітан, Штурман 1 авіаційної ланки 1 авіаційної ескадрильї (Су-30), 14-й винищувальний авіаційний полк                                                                | 12.11.1987      | 15.03.2022  |                                         |
| 68. | Пазинич Олександр Сергійович (рос. Пазынич Александр Сергеевич)                        | підполковник, заступник командира полку з військово-політичної роботи 14-го винищувального авіаційного полку                                                           | 23.05.1981      | 15.03.2022  |                                         |
| 69. | Бардін Володимир Володимирович (рос. Бардин Владимир Владимирович)                     | майор, старший штурман, 18-й гвардійський штурмовий авіаційний полк | 02.07.1986      | 16.03.2022  |                                         |
| 70. | Войцеховський Віталій Віталійович (рос. Войцеховский Виталий Витальевич)               | капітан, 16-та бригада армійської авіації | 1990            | 17.03.2022  | Ростов-на-Дону                          |
| 71. | Антипін Дмитро Валерійович (рос. Антипин Дмитрий Валерьевич)                           | старший лейтенант 266 окремий штурмовий авіаційний полк | 18.08.1987      | 19.03.2022  |                                         |
| 72. | Акімов Євген Олексійович (рос. Акимов Евгений Алексеевич)                              | капітан, Командир групи авіаційного наведення. 112 ОВП | 27.03.1987      | 20.03.2022  |                                         |
| 73. | Головачов Олексій Юрійович (рос. Головачев Александр Юрьевич)                          | старший сержант, 559-й бомбардувальний авіаційний полк | 28.02.1977      | 27.03.2022  |                                         |
| 74. | Джумагалієв Фарід Канархатович (рос. Джумагалиев Фарид Канархатович)                   | єфрейтор, навідник оператор, 559-й бомбардувальний авіаційний полк | 29.03.1987      | 27.03.2022  |                                         |
| 75. | Огольцов Артем Михайлович (рос. Огольцов Артём Михайлович)                             | майор, 332-й окремий вертолітний полк | 26.05.1988      | 30.03.2022  | Мала Рогань                             |
| 76. | Приходько Олександр Анатолійович (рос. Приходько Александр Анатольевич)                | капітан, штурман вертолітної ескадрильї, 332 ОВП | 01.07.1976      | 30.03.2022  | Мала Рогань                             |
| 77. | Тупчаненко Євген Володимирович (рос. Тупчаненко Евгений Владимирович)                  | старший сержант, Старший механік групи обслуговування авіаційного озброєння змішаної вертолітної ескадрильї, 318-й окремий змішаний авіаційний полк                    | 01.01.1992      | 30.03.2022  | Маріуполь                               |
| 78. | Кіпчатов Тимур Равілевич (рос. Кипчатов Тимур Равилевич)                               | капітан, 112-й окремий вертолітний полк | 22.10.1987      | 04.04.2022  | поблизу білорусько-українського кордону |
| 79. | Ростов Владимслав Леонідович (рос. Ростов Владислав Леонидович)                        | капітан, борттехнік Мі-8, 35-й окремий транспортний змішаний авіаційний полк                                                                                           | 16.08.1977      | 04.04.2022  | поблизу білорусько-українського кордону |
| 80. | Фільов Євген Олександрович (рос. Филёв Евгений Александрович)                          | майор, 112-й окремий вертолітний полк | 17.03.1981      | 04.04.2022  | поблизу білорусько-українського кордону |
| 81. | Клещенко Василь Петрович (рос. Клещенко Василий Петрович)                              | полковник, заступник начальника 344-го Центру бойового застосування та перенавчання льотного складу (авіаційного персоналу армійської авіації)                         | 28.10.1976      | 15.04.2022  | Гусарівка                               |
| 82. | Савельєв Олександр Олександрович (рос. Савельев Александр Александрович)               | майор, пілот Ка-52, командир вертолітної частини 487-го окремого вертолітного полку                                                                                    | 21.05.1979      | 21.04.2022  | Малинівка                               |
| 83. | Стрельченко Володимир Сергійович (рос. Стрельченко Владимир Сергеевич)                 | підполковник, заступник командира 487-го окремого вертолітного полку з льотної підготовки                                                                              | 24.04.1977      | 21.04.2022  | Малинівка                               |
| 84. | Шибанов Сергій Леонідович (рос. Шибанов Сергей Леонидович)                             | капітан, Фахівець інженерно-авіаційної служби 1-го класу, 487-й окремий вертолітний полк                                                                               | 18.12.1982      | 21.04.2022  | Малинівка                               |
| 85. | Алаєв Вадим Ігорович (рос. Алаев Вадим Игоревич)                                       | капітан, льотчик-штурман Мі-8, 39-й окремий вертолітний полк | 11.01.1992      | 17.05.2022  |                                         |
| 86. | Фетісов Володимир Миколайович (рос. Фетисов Владимир Николаевич)                       | старший лейтенант, командир ланки Су-34, 277-й бомбардувальний авіаційний полк                                                                                         | 08.07.1995      | 18.05.2022  |                                         |

### 2023
| п/п | Прізвище, ім'я, по-батькові                                         | Звання/посада | Дата народження | Дата смерті | Місце смерті/Борт                  |
| --- | ------------------------------------------------------------------- | --- | --------------- | ----------- | ---------------------------------- |
| 1.  | Бондарєв Олександр Юрійович (рос. Бондарев Александр Юрьевич)       | майор, начальник служби безпеки польотів 559 БАП (бомбардувального авіаційного полку)                                | 02.02.1979      | 03.03.2023  | Єнакієве                           |
| 2.  | Оричак Юрій Володимирович (рос. Орычак Юрий Владимирович)           | підполковник, командир гелікоптерної ескадрильї, 39-й гелікоптерний полк                                             | 27.12.1977      | 05.03.2023  |                                    |
| 3.  | Філатов Роман Ігорович (рос. Филатов Роман Игоревич)                | капітан, 55-й окремий гелікоптерний полк                                                                             | 22.06.1994      | 16.03.2023  | Донецька область                   |
| 4.  | Сальков Євген Вікторович (рос. Сальков Евгений Викторович)          | лейтенант, 55-й окремий гелікоптерний полк                                                                           | 22.04.1998      | 16.03.2023  | Донецька область                   |
| 5.  | Гачма Олександр Васильович (рос. Гачма Александр Васильевич)        | капітан, бортовий технік Мі-25, 39-й окремий вертолітний полк                                                        | 15.05.1979      | 20.04.2023  |                                    |
| 6.  | Суєтов Андрій Сергійович (рос. Суетов Андрей Сергеевич)             | майор, командир вертолітної ескадрильї МІ-35М 55-го окремого вертолітного полку                                      | 10.09.1989      | 20.04.2023  |                                    |
| 7.  | Табачников Віталій Віталійович (рос. Табачников Виталий Витальевич) | полковник, командир 112-го окремого вертолітного полку                                                               | 15.01.1976      | 25.07.2023  |                                    |
| 8.  | Гавриков Роман Вікторович (рос. Гавриков Роман Викторович)          | капітан, 18-та бригада армійської авіації                                                                            | 04.06.1986      | 25.07.2023  |                                    |
| 9.  | Беліченко Олексій Сергійович (рос. Беличенко Алексей Сергеевич)     | майор, заступник начальника 929-го Центру підготовки льотчиків-випробувачів Державного льотно-випробувального центру | 04.06.1985      | 29.09.2023  | Новомиколаївка, Запорізька область |

## Путч Пригожина
| п/п | Прізвище, ім'я, по-батькові                                        | Звання/посада | Дата народження | Дата смерті | Місце смерті/Борт                     |
| --- | ------------------------------------------------------------------ | --- | --------------- | ----------- | ------------------------------------- |
| 1.  | Попов Віктор Сергійович (рос. Попов Виктор Сергеевич)              | капітан, Бортовий інженер ІЛ-22 | 20.05.1980      | 24.06.2023  | смт. Кантемирівка, Воронезька область |
| 2.  | Белякін Геннадій Михайлович (рос. Белякин Геннадий Михайлович)     | майор, штурман Іл-22, 610-й центр бойового застосування та переучування льотного складу військово-транспортної авіації                                                                               | 04.05.1973      | 24.06.2023  | смт. Кантемирівка, Воронезька область |
| 3.  | Подрепний Віктор Миколайович (рос. Подрепный Виктор Николаевич)    | старший сержант, старший повітряний радист Іл-22, 610-й центр бойового застосування та переучування льотного складу військово-транспортної авіації                                                   | 09.10.1980      | 24.06.2023  | смт. Кантемирівка, Воронезька область |
| 4.  | Мілованов Артем Михайлович (рос. Милованов Артем Михайлович)       | підполковник, командир-інструктор Іл-22, заступник начальника центру з військово-політичної роботи, 610-й центр бойового застосування та переучування льотного складу військово-транспортної авіації | 16.10.1979      | 24.06.2023  | смт. Кантемирівка, Воронезька область |
| 5.  | Старушок Сергій Миколайович (рос. Старушок Сергей Николаевич)      | старший прапорщик, старший повітряний радист Іл-22 | 10.11.1973      | 24.06.2023  | смт. Кантемирівка, Воронезька область |
| 6.  | Волочилов Ігор Іванович (рос. Волочилов Игорь Иванович)            | капітан, бортовий технік Іл-22 | 14.12.1973      | 24.06.2023  | смт. Кантемирівка, Воронезька область |
| 7.  | Шароглазов Артем Юрійович (рос. Шароглазов Артем Юрьевич)          | капітан, 610-й центр бойового застосування та переучування льотного складу військово-транспортної авіації                                                                                            | 12.09.1991      | 24.06.2023  | смт. Кантемирівка, Воронезька область |
| 8.  | Скриков Олексій Олександрович (рос. Скрыков Алексей Александрович) | старший сержант, старший бортовий механік Іл-22, 610-й центр бойового застосування та переучування льотного складу військово-транспортної авіації                                                    | 02.03.1994      | 24.06.2023  | смт. Кантемирівка, Воронезька область |
| 9.  | Ворожцов Олексій Михайлович (рос. Ворожцов Алексей Михайлович)     | підполковник, командир 3-ї ескадрильї, 15-та бригада армійської авіації | 25.06.1976      | 24.06.2023  | Таловський район, Воронезька область  |
| 10. | Олейников Денис В'ячеславович (рос. Олейников Денис Вячеславович)  | лейтенант, штурман Ка-52, 15-та бригада армійської авіації | 11.04.2000      | 24.06.2023  | Таловський район, Воронезька область  |

## Не бойові втрати
| п/п | Прізвище, ім'я, по-батькові                                             | Звання/посада                                                                           | Дата народження | Дата смерті | Місце смерті/Борт           |
| --- | ----------------------------------------------------------------------- | --------------------------------------------------------------------------------------- | --------------- | ----------- | --------------------------- |
| 1.  | Петрушин Володимир Олександрович (рос. Петрушин Владимир Александрович) | підполковник, командир ескадрильї 117-го військово-транспортного авіаполку              | 01.04.1986      | 24.06.2022  | Рязань                      |
| 2.  | Андрєєв Дмитро Леонідович (рос. Андреев Дмитрий Леонидович)             | прапорщик, бортовий технік Іл-76, 117-й військово-транспортний авіаполк                 |                 | 24.06.2022  | Рязань                      |
| 3.  | Горбунов Микола Сергійович (рос. Горбунов Николай Сергеевич)            | майор, старший бортовий інженер-інструктор Іл-76, 117-й військово-транспортний авіаполк |                 | 24.06.2022  | Рязань                      |
| 4.  | Вдовидченко Роман Анатолійович (рос. Вдовыдченко Роман Анатольевич)     | полковник, заступник командира по безпеці польотів, 790-й винищувальний авіаційний полк | 16.07.1974      | 01.10.2022  | Бельбек                     |
| 5.  | Крюков Віктор Вікторович (рос. Крюков Виктор Викторович)                | майор, пілот-випробувач Су-30СМ, Іркутський авіаційний завод                            |                 | 23.10.2022  | Іркутськ                    |
| 6.  | Конюшин Максим В'ячеславович (рос. Конюшин Максим Вячеславович)         | пілот-випробувач Су-30СМ, Іркутський авіаційний завод                                   | 15.02.1972      | 23.10.2022  | Іркутськ                    |
| 7.  | Казанцев Артем Юрійович (рос. Казанцев Артем Юрьевич)                   | капітан, пілот Су-25СМ, RF-95143                                                        | 19.05.1997      | 23.02.2023  | Бєлгородська область        |
| 8.  | Бастрикін Роман Олександрович (рос. Бастрыкин Роман Александрович)      | майор, 7060-та авіабаза                                                                 | 17.10.1981      | 04.07.2023  | Авачинська затока, Камчатка |
| 9.  | Богатський Михайло В'ячеславович (рос. Богатский Михаил Вячеславович)   | лейтенант, командир повітрянного судна МіГ-31                                           | 26.08.1996      | 04.07.2023  | Авачинська затока, Камчатка |
| 10. | Хісматуллін Тимур Саматович (рос. Хисматуллин Тимур Саматович)          | старший лейтенант, пілот Су-25                                                          | 08.07.1996      | 17.07.2023  | Єйськ                       |
| 11. | Гуров Вадим Євгенович (рос. Гуров Вадим Евгеньевич)                     | полковник, командир Майкопського навчального авіаполку                                  | 24.08.1972      | 14.08.2023  | Краснодарський край         |
| 12. | Свешников Сергій Павлович (рос. Свешников Сергей Павлович)              | майор, командир екіпажу Іл-76, 196-й військово-транспортний авіаційний полк             | 25.05.1970      | 12.03.2024  | Івановська область          |
| 13. | Давлятов Сийовуш Махсурович (рос. Давлятов Сиёвуш Махсурович)           | лейтенант, помічник командира Іл-76                                                     | 29.11.1999      | 12.03.2024  | Івановська область          |